# Cross (亀梨和也の曲)
「Cross」（クロス）は、亀梨和也の2枚目のソロシングル。2023年8月18日にジェイ・ストームから発売された。

## 概要
約4年ぶりとなる2ndソロシングル。初回限定盤（CD+Blu-ray/DVD）と通常盤（CDのみ）、そしてジャニーズショップオンラインストアで期間限定販売（申込期間：2023年6月30日11:00 - 7月31日23:59）の通販盤で発売。また、各配信サービスにて8月18日より順次、ダウンロード・ストリーミング配信もスタートした。
表題曲「Cross」は、日本テレビが民放初のプロ野球中継を放送してから70年のメモリアルイヤーとなる2023年の記念として、プロ野球中継『DRAMATIC BASEBALL 2023』イメージソングおよび『Going!Sports&News』テーマソングに起用された楽曲。DRAMATIC BASEBALLプレゼンターとして10年以上取材を重ねてきた亀梨が作詞を担当し、人と人のつながりを大きなテーマとして据え、これまで選手や監督、コーチたちが発してきた言葉や思い、そして亀梨自身が感じたことをまとめて綴った。制作作業は過去の作品の中で1番時間がかかったという。作曲は初めてのコラボレーションとなるギタリストの布袋寅泰にオファーされた。楽曲は歌詞がまだ無い状態で『Going! Sports&News』で4月2日夜の放送より番組イメージソングとして解禁。そして完成版は7月9日放送の『「巨人×DeNA」戦』（関東地区）で初公開され、『Going! Sports&News』でも同日から番組テーマソングとして使用された。
8月13日に東京ドームで行われた日本テレビ系野球中継『DRAMATIC BASEBALL』 巨人×DeNA戦では、5回終了後に亀梨が生出演し、グラウンド上で「Cross」を初歌唱。自らが振付したサビのダンスを、巨人公式マスコットガールの「ヴィーナス」とコラボレーションして踊り、バック転も披露した。

## 仕様・特典
- 初回限定盤 - 16Pブックレット封入
- 通常盤 - 二つ折り4Pブックレット封入
- 通販盤 - 36Pフォトブックレット封入、三方背BOX仕様

## 収録曲

### CD

#### 初回限定盤・DIGITAL
1. Cross
作詞：亀梨和也 / 作曲：布袋寅泰 / 編曲：布袋寅泰、岸利至
  - 日本テレビ系野球中継「DRAMATIC BASEBALL 2023」イメージソング
  - 日本テレビ系『Going!Sports&News』テーマソング
2. That is that
作詞：25→graffiti / 作曲：Erik Lidbom、Ninos Hanna / 編曲：Erik Lidbom

#### 通常盤
1. Cross
2. Cross（オリジナル・カラオケ）

#### 通販盤
1. Cross
2. 00'00'16
作詞：白井裕紀 / 作曲：ARCHIBOLD / 編曲：安部潤
3. 夏の終わり
作詞：satomi / 作曲：Joey Carbone,Lisa Huang / 編曲：岩田雅之

### Blu-ray / DVD
Blu-rayとDVDの収録内容は同じ。

#### 初回限定盤
1. 「Cross」Music Video + Making
2. 「That is that」Music Video + Making
3. Jacket shooting in L.A.

#### 通販盤
1. 特典映像「亀さんぽ♪Driving」
前作『Rain』に収録して好評だった「亀さんぽ♪」第2弾。18年乗っている愛車でドライブする藤原丈一郎（なにわ男子）との「バッティングセンター編」、山田涼介・中島裕翔（Hey! Say! JUMP）との「約束の観覧車編」を収録[11]。なお、「約束」とは山田と中島がまだ中学生のころにしたもので、十何年越しに実現した[18]。

## チャート成績
初週9.9万枚を売り上げ、2023年8月28日付オリコン週間シングルランキングで初登場1位となり、前作『Rain』に続き、2作連続・通算2作目の首位獲得となった。